# Paweł Tomczyk
Paweł Tomczyk (Poznań, 4 maggio 1998) è un calciatore polacco, attaccante  del Chełmianka Chełm.

## Caratteristiche tecniche
È un centravanti, dotato di un fisico possente e di un'ottima rapidità. Può essere schierato sia come prima che come seconda punta.

## Carriera

### Club
Cresciuto nel Lech Poznań, Tomczyk si mette in luce con la formazione U-19 nella stagione 2015-2016, realizzando ventuno reti in ventisei gare. Nella stagione successiva passa alla squadra riserve del Lech, mettendo a segno venti gol nella sua prima stagione fra i professionisti. Questo bottino gli permette di esordire in Ekstraklasa il 17 dicembre 2016, subentrando a Dawid Kownacki nella trasferta contro il Cracovia Krakow, terminata 1-1. Al termine della stagione colleziona quattro gettoni, servendo il suo primo assist in occasione della gara valevole per i Play-Off Scudetto contro il Nieciecza.
A fine anno viene deciso di cederlo in prestito al Podbeskidzie, in I liga (secondo livello del calcio polacco), dove mette a segno undici reti in trentuno gare. Grazie alle buone prestazioni viene riconfermato in prima squadra l'estate successiva, dove resta fino a gennaio realizzando la sua prima doppietta in Ekstraklasa, nel match casalingo contro lo Zagłębie Sosnowiec. Nel mercato invernale passa, ancora in prestito, al Piast Gliwice, con il quale a fine anno vincerà il primo storico titolo di Campione di Polonia, contribuendo con due gol.
A giugno torna a Poznań, esordendo in campionato proprio contro il Piast, e realizzando il gol che permette al Lech di pareggiare l'incontro. Dopo una prima parte di stagione condita da tre reti totali perde il posto in squadra, venendo relegato alla formazione "Riserve", militante in II Liga. Con il Lech II realizza una doppietta in casa del Widzew Lodz.
Per la stagione 2020-2021, viene ceduto in prestito allo Stal Mielec, dove ritrova l'allenatore Dariusz Skrzypczak, che aveva fatto da vice al Lech Poznan. Il 15 agosto 2020, durante l'esordio con la nuova maglia in Coppa di Polonia realizza il suo primo gol. Non riuscendo a trovare troppo spazio, nel mercato di gennaio passa a titolo definitivo al Widzew Łódź.

### Nazionale
Ha giocato nelle nazionali giovanili polacche Under-19 ed Under-21.

## Statistiche

### Presenze e reti nei club
Statistiche aggiornate al 28 giugno 2020.
| Stagione           | Squadra            | Campionato         | Campionato | Campionato | Coppe nazionali | Coppe nazionali | Coppe nazionali | Coppe continentali | Coppe continentali | Coppe continentali | Altre coppe | Altre coppe | Altre coppe | Totale | Totale |
| Stagione           | Squadra            | Comp               | Pres       | Reti       | Comp            | Pres            | Reti            | Comp               | Pres               | Reti               | Comp        | Pres        | Reti        | Pres   | Reti   |
| ------------------ | ------------------ | ------------------ | ---------- | ---------- | --------------- | --------------- | --------------- | ------------------ | ------------------ | ------------------ | ----------- | ----------- | ----------- | ------ | ------ |
| 2016-2017          | Lech Poznań        | E                  | 4          | 0          | PP              | 0               | 0               | -                  | -                  | -                  | SP          | 0           | 0           | 4      | 0      |
| 2017-2018          | Podbeskidzie       | 1L                 | 31         | 11         | PP              | 3               | 1               | -                  | -                  | -                  | -           | -           | -           | 34     | 12     |
| 2018-gen. 2019     | Lech Poznań        | E                  | 10         | 2          | PP              | 0               | 0               | EL                 | 3                  | 0                  | -           | -           | -           | 13     | 2      |
| gen.-giu. 2019     | Piast Gliwice      | E                  | 4          | 2          | PP              | 0               | 0               | -                  | -                  | -                  | -           | -           | -           | 4      | 2      |
| 2019-2020          | Lech Poznań        | E                  | 15         | 3          | PP              | 2               | 0               | -                  | -                  | -                  | -           | -           | -           | 17     | 3      |
| Totale Lech Poznań | Totale Lech Poznań | Totale Lech Poznań | 29         | 5          |                 | 2               | 0               |                    | 3                  | 0                  |             | 0           | 0           | 34     | 5      |
| 2020-gen. 2021     | Stal Mielec        | E                  | 10         | 1          | PP              | 2               | 1               | -                  | -                  | -                  | -           | -           | -           | 12     | 2      |
| gen.-mag. 2021     | Widzew Łódź        | 1L                 | 19         | 2          | PP              | 0               | 0               | -                  | -                  | -                  | -           | -           | -           | 19     | 2      |
| Totale carriera    | Totale carriera    | Totale carriera    | 93         | 21         |                 | 7               | 2               |                    | 3                  | 0                  |             | 0           | 0           | 103    | 23     |

## Palmarès

### Club

#### Competizioni nazionali
- Campionato polacco: 1

Piast Gliwice: 2018-2019